# Ivan Ivanović
Ivan Ivanović (Osijek, 9. lipnja 1913. – London, 4. travnja 1999.), hrvatski atletičar. Natjecao se za Kraljevinu Jugoslaviju.
Natjecao se na Olimpijskim igrama 1936. u utrkama na 110 metara i 400 metara s preponama. Na 110 metara s preponama bio je u polufinalu, a na 400 metara je nastupio u prednatjecanju.
Bio je član zagrebačke Concordije, Club de Gimnasia y Esgrima (Argentina) i Achilles Club (Engleska).